# Il bar sotto il mare
(incipit)
Il bar sotto il mare è una raccolta di racconti pubblicata da Stefano Benni nel 1987.

## Copertina
La copertina del libro è una illustrazione di Giovanni Mulazzani che rappresenta tutti i narratori nel bar (tranne l'Ospite) che guardano verso il lettore. Nelle prime pagine compare anche uno schema con i contorni numerati dei narratori della copertina per poterli identificare.

## L'antefatto
Un uomo senza nome (viene chiamato poi "l'Ospite"), mentre vaga per motivi sconosciuti nell'immaginario porto di Brigantes, incontra un vecchio (che indossa all'occhiello una gardenia), il quale, davanti ai suoi occhi, scende le scalette che portano al mare e vi si immerge, scomparendo. L'uomo, nel tentativo di fermarlo, lo segue, e si ritrova in un incredibile bar, un luogo fantastico, punto di incontro di ventitré misteriosi avventori, ognuno dei quali si impegna, nell'arco di una notte, a raccontare una storia.

## Personaggi
- Il primo uomo col cappello
- Il secondo uomo col cappello
- Il terzo uomo col cappello
- Il barista
- La bionda
- Il venditore di tappeti
- Il marinaio
- L'uomo invisibile
- L'uomo con la cicatrice
- Il ragazzo col ciuffo
- La ragazza col ciuffo
- La signorina col cappello
- Il nano
- Il cuoco
- L'uomo con gli occhiali neri
- La bambina
- Il vecchio con la gardenia
- Il bambino serio
- L'uomo col mantello
- La vecchietta
- La sirena
- Il cane nero
- La pulce del cane nero
- L'ospite

I narratori sono personaggi dalle caratterizzazioni più bizzarre ed altrettanto originali e diversi per cifra stilistica ed ispirazione sono i ventiquattro racconti. 
I capitoli sono correlati ai diversi personaggi e sono caratterizzati da citazioni letterarie, da Melville a Eliot, da Flaubert a Queneau ed altri.

## I racconti

### L'anno del tempo matto
Ad avviare la giostra dei racconti è il Primo Uomo col Cappello. Gli Uomini col Cappello sono nativi di Sompazzo, un immaginario paese sull'Appennino Tosco-Emiliano famoso per "le barbabietole e i bugiardi", e i tre, a turno, ne racconteranno un aneddoto. In particolare, il Primo racconta di quando a Sompazzo il tempo "impazzì".

### Il più grande cuoco di Francia
È il racconto del Vecchio con la Gardenia (l'uomo che l'Ospite ha seguito in fondo al mare). Una notte, il Diavolo arriva a Parigi: il suo scopo è portare con sé nell'Aldilà il cuoco Gaspard Ouralphe. Ma ha fatto i conti senza l'oste: Ouralphe è un uomo furbo e intelligente, dalla mente aperta e dalla parlantina sciolta, e soprattutto, non è diventato il miglior cuoco di Francia per caso.

### Il verme disicio
Il Cane Nero spiega di alcuni strani animali che vivono e si nutrono di libri, tra i quali il dannosissimo verme disicio, che sposta a caso le parole alla fine di un testo. Da notare che alcune parole del caso sembrano volutamente essere state spostate a finale...

### Matu-Maloa
La storia del marinaio è ambientata sulla nave Fidèle, diretta in Polinesia per l'acquisto di piante esotiche: tanto essa è la nave più bella della marina inglese, quanto il suo comandante, il capitano Charlemont, è un maniaco dell'ordine e del perfezionismo. Durante il percorso di ritorno per Inghilterra, la nave si imbatte in una balena di proporzioni gigantesche, Matu-Maloa (che rievoca in sé un'altra gigantesca balena della letteratura, Moby Dick), chiamata dai nativi "lo spirito del mare", la quale si innamora del capitano Charlemont. Egli è imbarazzato, e ne rifiuta la corte (anche perché è già fidanzato): ma nell'elencare le proprie ragioni relative alla "buona società", sembra provare disgusto di quel mondo. La "Fidèle" arriva in porto, ma con questa arriva anche Matu-Maloa: Charlemont, forse consenziente, cade sul dorso della balena e sparisce all'orizzonte.

### Il dittatore e il bianco visitatore
Il racconto del Bambino Serio mette a confronto un sanguinario Dittatore e il Capo degli Uomini Buoni, in visita nel paese. Ma è un confronto davvero sorprendente in cui il bambino serio esprime emozioni.

### Achille ed Ettore
A raccontare la sfida è il Secondo Uomo col Cappello. Achille ed Ettore, uno lo spazzacamini, l'altro il fornaio di Sompazzo, sono amici per la pelle e appassionati di ciclismo (Achille in particolare ha una predilezione per Fausto Coppi). Perciò quando, durante una passeggiata, trovano una bicicletta arrivata dal nulla, sarà inevitabile la sfida per chi la possiederà, e alla fine della storia uno dei due muore e l'altro vorrebbe tornare indietro nel tempo così potrebbe ridargli la bicicletta per poter continuare a giocare e a divertirsi insieme con la bicicletta.

### Quando si ama davvero
È il racconto della Signorina col Cappello, riassunto in tre lettere datate dal 1976 al 1990 e indirizzate dal mittente, il monotono e flemmatico Giampiero, alla fidanzata. Esiste un contrasto insanabile tra i due: siamo in tempo di dittatura, e mentre lui è un giornalista filogovernativo, lei è una ribelle. Nonostante ciò, Giampiero dice che non smetterà mai di amarla, perché "amare è saper aspettare".

### Il marziano innamorato
È il racconto del Nano. Mentre sta pescando, il Narratore incontra Kraputnyk, un alieno proveniente dal desolato e monotono pianeta Becoda che, per amore della sua Lukz, è sceso sulla terra a comprarle un regalo.

### Nastassia
L'Uomo Invisibile narra la passione di Grigorij per la bellissima Nastassia, di cui è perdutamente innamorato, e a cui ha dato il cuore a un tal punto che, quando lei accetterà di sposarlo, morirà per la troppa emozione.

### California crawl
Il racconto dell'Uomo con la Cicatrice è ambientato in California: un gruppo di ricchi e superficiali giovani, di cui fa parte anche il giovane e sensibile protagonista, si riunisce per il funerale del padre di uno di loro, e assiste con indifferenza alla morte di un amico.

### Oleron
A raccontare questa storia (la più lunga della raccolta) è l'Uomo col Mantello (che nella copertina del libro ha le fattezze di Edgar Allan Poe). Col motore fuso in una valle deserta, il giornalista Egistus si rivolge all'unica casa abitata che vede, i cui proprietari gli consigliano di rivolgersi al loro vicino, il conte di Oleron. Egli, ex compagno di collegio di Egistus, si era subito distinto per la sua cupezza e per i gusti letterari piuttosto macabri: con sommo disgusto di tutti, Egistus era diventato suo amico, ma l'amicizia era finita in maniera traumatica. Ora, venti anni dopo, i due si ritrovano, e il giornalista scopre, con somma sorpresa, che gli orrori che Oleron si immaginava nel suo futuro non sono arrivati, e che anzi, l'uomo è costretto, suo malgrado, a vivere un'esistenza monotona. Ma talvolta l'apparenza inganna.

### La traversata dei vecchietti
Il racconto del Barista narra l'epopea di 2 vecchietti che desiderano attraversare la strada per raggiungere il parco che si trova sul lato opposto. Ci provano in tutti i modi, senza successo. Addirittura balzano sulla bici di un terzo vecchietto imponendogli di accompagnarli, ancora una volta senza ottenere ciò che vogliono. Vengono investiti, interviene la polizia e finalmente, fingendo di essere arrivati dall'altro lato, si fanno accompagnare al parco.

### La storia di Pronto Soccorso e Beauty Case
È il racconto dell'Uomo con gli Occhiali Neri, che in copertina ha le fattezze di Jake Blues, personaggio del film The Blues Brothers interpretato da John Belushi. Lui, Pronto Soccorso, è un aspirante meccanico che con la sua Lambretta truccata finisce sempre all'ospedale. Lei, Beauty Case, è la più bella ragazza di Manolenza, il quartiere in cui tutti rubano. I due si incontrano e si innamorano, ma presto dovranno affrontare un temibile nemico.

### Shimizé
È il racconto della Sirenetta. Un oogoro cerca una shammizé e crede di averla trovata.

### Priscilla Mapple e il delitto della II C
Protagonista del racconto della vecchietta (il cui viso nella copertina riprende quello di Rita Levi Montalcini) è Priscilla Mapple (che nel nome ricorda la Miss Marple di Agatha Christie), una dodicenne saggia e disillusa, ottima studentessa, dotata di un'ironia caustica che la fa sembrare un po' antipatica. Alla fine di una giornata terribile ("due ore di matematica e due di tema"), tutti si avviano all'uscita, tranne uno: il Kid. Si scopre subito che è morto ingerendo un veleno. Priscilla si offre di aiutare un poliziotto ad indagare.

### Il destino sull'isola di San Lorenzo
La Bionda (di aspetto in copertina simile a Marilyn Monroe) narra le storie di alcune persone che vivono sull'isola di San Lorenzo, su cui incombono il Destino e il potente dio Amikinont'amanonamikit'ama.

### La chitarra magica
Una chitarra con magici poteri è il motore della storia narrata dalla Ragazza col Ciuffo. Peter il vagabondo la riceve da un mago e diventa una rock star, ma dopo la sua tragica morte per mano di un rivale si scopre che la chitarra ha un "difetto di fabbricazione".

### Il folletto delle brutte figure
Il Cuoco racconta il giorno più brutto della vita di Domenico Vantone, esperto di bon ton tormentato a una festa importante dal folletto delle brutte figure.

### I quattro veli di Kulala
Il racconto del Venditore di Tappeti è ambientato in Africa: la protagonista, Oda, deve recuperare dal dio Kulala i quattro veli che potrebbero ridare il sonno al marito.

### Autogrill horror
Il Ragazzo col Ciuffo racconta la tragica storia di una famiglia isterica che pensava di essere solo all'Autogrill, ma che si ritroverà in un incubo.

### Racconto breve
La Pulce del Cane Nero riassume in cinque righe la storia di un uomo che non riesce mai a finire ciò che incomincia. Decide di provarci, ma invano.

### Il pornosabato dello Splendor
Il Terzo Uomo col Cappello racconta la cronaca della prima settimana di attività del cinema Splendor di Sompazzo.

### Arturo perplesso davanti alla casa abbandonata sul mare
È il racconto della Bambina e l'ultimo della serie. Maria deve ritornare in città prima del tempo perché suo nonno sta male, ma l'amico Arturo ha un'idea.

### Finale: il racconto dell'ospite
Alla fine tutti si rivolgono all'Ospite. Ora toccherà a lui raccontare la sua storia...

## Edizioni
- Stefano Benni, Il bar sotto il mare, Milano: Feltrinelli, 1987
- Stefano Benni, Il bar sotto il mare, legge Paolo Fiorilli, Milano: Feltrinelli, 1988
- Stefano Benni, Il bar sotto il mare, Monza: Biblioteca italiana per ciechi Regina Margherita, 1991
- Stefano Benni, Il bar sotto il mare, legge: Paolo Fiorilli, Feltre: Centro Internazionale del Libro parlato, 2010

Inoltre il libro è stato tradotto in giapponese, tedesco, norvegese, catalano, francese, turco, serbo, spagnolo, neogreco.